# Sprecherziehung
Sprecherziehung ist die praxisorientierte Seite der Sprechwissenschaft, die sich mit allen Aspekten mündlicher Kommunikation beschäftigt. Sie sieht sich in der Tradition der antiken Rhetorik und unterteilt sich in Sprechbildung, Phonetik und Phonologie, Rhetorische Kommunikation, Sprechkunst, Klinische Sprechwissenschaft sowie Medienrhetorik und Mediensprechen. Bei Bildungsangeboten unter dem Namen Rhetoriktraining geht es in der Regel um den Teilbereich der Rhetorischen Kommunikation.
Das Ziel der Sprecherziehung ist es, die Rede-, Artikulations- und Gesprächsfähigkeit zu fördern.
Dabei wird interdisziplinär mit angrenzenden Fachgebieten wie Germanistik, Linguistik, Medizin, Pädagogik, Psychologie, Soziologie, Akustik, Informatik sowie Medien- und Kommunikationswissenschaft zusammengearbeitet.

## Geschichte und Entwicklung
Um das Jahr 1900 wurden an mehreren deutschen Universitäten erste wissenschaftliche Lektorate für Vortragskunst, Stimmbildung und Redekunst eingeführt. Einer der Grundsätze der Lektoren war die Abwendung von der deskriptiv orientierten Sprachwissenschaft, um sich vorwiegend auf die Analyse der mündlichen Sprechleistung zu konzentrieren sowie die deutsche Sprache als gesprochenes Wort im Hochschulunterricht zu pflegen und zu optimieren.
Erich Drach, der ab dem Jahre 1917 am Zentralinstitut für Erziehung und Unterricht in Berlin lehrte, definierte 1922 in seiner Ganzschrift „Sprecherziehung“ erstmals diesen neu von ihm eingeführten Begriff und popularisierte ihn. In den darauffolgenden Jahren veröffentlichte Drach weitere Werke, in welchen er versuchte, die Lehre der Optimierung der mündlichen Kommunikation zu analysieren und zu systematisieren. Dabei bezog er die künstlerische Vortragspraxis sowie didaktisch-methodische Wissenschaftserkenntnisse aus der Sprach- und Völkerpsychologie, der idealistischen Sprach- und Literaturwissenschaft sowie der Phoniatrie und Logopädie ein. Stimm- und Sprachstörungen trennte er von der Sprechausdruckstypologie ab, die er als didaktisches Anlernverfahren beschrieb. Drach nutzte eine ganzheitlich-kommunikative Herangehensweise an die Sprecherziehung, er verstand das Sprechen stets als einen „Sprechdenkprozess“. Als Grundlage dafür nannte er die Erfassung der Sprechsituation, aus welcher sich die Schallform, die Betonung der Sinnwörter, und der Satzplan ergibt. Die Sprecherziehung wurde somit zugleich als Thema und als Grundsatz des Unterrichtens angesehen. Drach bezeichnete dies auch als Erziehung zum Sprechen und Erziehung durch Sprechen. Der sprecherzieherische Arbeitsunterricht diente der inneren Sprachbildung, Kunsterziehung und Persönlichkeitsfindung. Innerhalb seines Verständnisses der Ganzheitlichkeit beschrieb Drach neben der Sprechsituation auch den virtuell-dialogischen Hörer als wichtigen Teilfaktor für die Analyse der Sprechvorgänge. Sein oberstes Ziel war allerdings das Erreichen des bildungsbürgerlichen Ideals der individuellen Höchstleistung beim Sprechen.
Im Jahre 1920 wurde die Arbeitsgemeinschaft von Lektoren der Vortragskunst an deutschen Universitäten u. a. von Ewald Geißler und Richard Wittsack in Halle ins Leben gerufen. Unter der Führung von Drach gründete die Gemeinschaft 1930 den Deutschen Ausschuss für Sprechkunde und Sprecherziehung (DafSuS). Die damals noch nicht offiziell als „Sprecherziehung“ bezeichneten Lektorate zeichneten sich durch eine Außerplanmäßigkeit, eine nicht an eine Festanstellung gebundene Arbeitsform und eine schlechte Bezahlung aus. Die Sprecherziehung besaß keinen hohen Stellenwert im universitären Kontext und wurde als Sonderliebhaberei verkannt. Zu der Zeit des Nationalsozialismus wurde sie im Rahmen der Deutschkunde-Bewegung weiter ausgebaut, bspw. gab es ab dem Jahre 1931 Verbandsprüfungen für freiberufliche Sprechlehrer. Es waren Tendenzen in der Entwicklung spürbar, die eine Anpassung an nationalsozialistische Ideale oder den Willen zur Durchsetzung eigener parteilicher Machtansprüche implizierten. Es erfolgte eine weitgehende institutionelle Gleichschaltung der Sprecherziehung. Nach der Teilung Deutschlands entwickelte sich die sprecherzieherische Sichtweise in der DDR und der BRD unterschiedlich weiter. Im Osten spezialisierte man sich innerhalb des Unterrichts v. a. auf die Sprechkunst, Therapie, Physiologie und Standardaussprache. Im Westen lag der Fokus der Lehre auf der durch Hellmut Geißner neu eingeführten Rhetorischen Kommunikation.
Im Jahre 1954 wurde in der DDR das Werk „Deutsche Sprechkunde und Sprecherziehung“ von Christian Winkler veröffentlicht, in welchem der Autor an den Konzepten von Drach ansetzte und diese weiter ausbaute. Winklers Ausführungen enthielten Elemente der Bühler’schen Sprachtheorie sowie Kainz’schen Psychologie und bildeten die theoretische Basis für moderne sprechwissenschaftliche Begriffsbestimmungen. Winkler stellte das sogenannte „Modell der Mitteilung“ auf, welches die Fachbezeichnungen Bedeutung, Meinung und Sinn definierte und differenzierte. Als Ausgestaltungen der menschlichen Kommunikation zählte er verschiedene Gesprächs- und Redeformen auf. Die Leistung des Sprechens sei in Elemente der Eigensprache und des nachgestalteten Sprechens aufgeteilt. Die Eigensprache schlage sich in den Sprechprozesskategorien Ausdruckshaltung, Denkleistung, sprachliche Gestaltung, Ausspruch und Sprachstufe nieder. Zudem definierte Winkler die sprechkundlichen Begriffe Sprechvorgang, Freisprechen, Lesen und Vortragen. Dennoch war er hauptsächlich, wie Drach, an der Optimierung der schulischen Sprecherziehung interessiert.
Helmut Stelzig gab zusammen mit einem Hallenser Autorenkollektiv, in dem u. a. Eberhard Stock, Heinz Fiukowski und Christa Heilmann als Mitglieder engagiert waren, 1976 das Werk „Einführung in die Sprechwissenschaft“ heraus, welches mehrfach neu aufgelegt wurde. In diesem wurden, im Gegensatz zu Winklers Schriften, die unterschiedlichen Entwicklungen in der DDR beschrieben, obwohl deutliche ideologische Tendenzen erkennbar waren. Auf die sprecherzieherische Tradition des frühen 20. Jahrhunderts, welcher die Fachaspekte Sprechstimm- und Artikulationsschulung, Rhetorik, Dichtungssprechen und Übungsbehandlung von Sprach- und Stimmstörungen entnommen wurden, wurde explizit hingewiesen. In der Lehre wurde sich nunmehr mit phonetisch-phonologischen Grundbegriffen, der Systematisierung der Standardaussprache und pathologischen sowie organischen Störungen der sprechsprachlichen Kommunikation beschäftigt. Die Sprechwissenschaft kristallisierte sich als eigenständige Disziplin innerhalb des sprachwissenschaftlichen Fächerkanons heraus. Die Forschung war nunmehr auf die Wirkungsbestimmung der Sprachlaut- bzw. Intonationsrealisierung, der Gestaltung des Stimmklangs, der Atemführung sowie des Aufbaus rhetorischer Äußerungen gerichtet.

„[D]as Ziel der Untersuchung besteht darin, die Erzeugung und Verwendung dieser Mittel durch den Sprecher sowie begrenzt die Aufnahme und Verarbeitung durch den Hörer zu optimieren und damit einen Beitrag zur Entwicklung gesellschaftlich aktiver sozialistischer Persönlichkeiten zu leisten.“

Hellmut Geißner, der in Saarbrücken unterrichtende Lektor für Sprechkunde, gab 1981 in der BRD die Schrift „Sprechwissenschaft – Theorie der mündlichen Kommunikation“ heraus. Im Jahre 1982 folgte die Veröffentlichung des praktisch orientierten Teils mit dem Titel „Sprecherziehung – Didaktik und Methodik der mündlichen Kommunikation“. Als übergeordnetes Ziel seiner Ausführungen sah Geißner die Gesprächsfähigkeit an.

„Gesprächsfähig ist, wer im […] Miteinandersprechen – als Sprecher wie als Hörer – Sinn so zu konstituieren vermag, daß damit das Ziel verwirklicht wird, etwas zur gemeinsamen Sache zu machen […] und die im Miteinandersprechen gemeinsam gemachte Sache zu verantworten.“

Er verstand mündliche Kommunikation als eine Handlung der Verständigung, sowohl im intentionalen, als auch im wechselseitigen Sinne. Dabei unterschied er Faktoren und Formen mündlicher Kommunikation. Als Faktoren mündlicher Kommunikation definierte er die situative, personale, sprachliche, formative und leibhafte Auseinandersetzung. Die Formen mündlicher Kommunikation teilte er in phatische, rhetorische, ästhetische, therapeutische und metakommunikative Ausprägungen auf. Für den Teilbereich der Rhetorischen Kommunikation nutzte Geißner für die Sprecherziehung erprobte Übungspraktiken, bspw. den Konzentrierten Dialog oder den Fünfsatz. Als Basis diente die Differenzierung von Gesprächs- und Redeformen. Dabei unterschied er bei den Gesprächsformen zwischen Klären und Streiten und bei den Redeformen zwischen Informieren und Überzeugen. Im Teilaspekt der Ästhetischen Kommunikation versuchte er, ein distanziertes, mehrseitig deutbares und strukturales Sprechen und Hören von Texten zu vermitteln. Geißner veröffentlichte 2000 eine weitere Schrift, in welchem er die Sprecherziehung zur Kommunikationspädagogik transformierte, da sich, in seinen Augen, seine Auffassung der Sprecherziehung als Gesprächslehre nicht etabliert habe. In seiner Definition der mündlichen Kommunikation biete die Kommunikationspädagogik jedoch keine grundlegenden Veränderungen oder Fortschritte zu seinem Konzept von 1981. Die Bezeichnung „Sprechwissenschaft“ änderte Geißner nicht.
In Norbert Gutenbergs „Einführung in die Sprechwissenschaft und Sprecherziehung“ von 2001 beschrieb dieser die Beziehung der beiden Wissenschaftsdisziplinen zueinander. Die Sprechwissenschaft und Sprecherziehung würden stets paarweise in einem Theorie-Praxis-Verhältnis auftreten.

## Arbeitsbereiche

### Sprechbildung
Die Sprechbildung kann in Stimmbildung (Ausbildung der Sprechstimme für stimmintensive Berufe) und Artikulationsschulung eingeteilt werden. Ziel der Sprechbildung ist eine der jeweiligen Situation angemessene Artikulation sowie eine angenehm klingende, belastungsfähige Stimme, die variables, wirksames und ausdrucksvolles Sprechen erleichtert. Gefördert wird dabei z. B. eine entspannende und unhörbare Atmung, das Sprechen in der individuell idealen Sprechstimmlage, die Weitung der Resonanzräume oder eine deutlichere, evtl. sogar normgetreue Artikulation.

„Jeder Mensch bringt unterschiedliche Stimmvoraussetzungen mit und es gilt herauszufinden, wie der Einzelne sein Potential am besten einsetzt. [...] Lehrerinnen, die über weniger Volumen oder Melodiespielraum verfügen, können aber dennoch gut verstanden werden, wenn Sie beispielsweise dieses Manko durch eine präzisere Artikulation ausgleichen.“

### Phonetik und Phonologie
Die Reichweite dieses Bereiches erstreckt sich von der Lehre phonologischer und linguistischer Grundprinzipien bis zu den Forschungsmethoden verschiedener phonetischer Richtungen der deutschen Sprache.
Innerhalb der Teildisziplin der Phonologie werden die Merkmale des Sprachsystems abstrakt und theoretisch betrachtet. Segmental konzentriert sie sich im Bezug einzelner Phoneme oder Silben auf die Beschreibung des Phoneminventars, des Vokal- und Konsonantensystems, der Phonem-Graphem-Beziehung, der Silbenstrukturen sowie der phonologischen Prozesse. Im suprasegmentalen Bereich wird die Akzentuierung, Rhythmisierung und Melodisierung von Wörtern oder Sätzen untersucht.
Die Phonetik bezieht sich als eigenständige Disziplin auf die Realisierung, Wahrnehmung und Analyse konkreter Laute oder Lautfolgen. Dabei spielt im Themenfeld der Normphonetik die Vermittlung der Standardaussprache (Orthoepie) eine große Rolle. Der Teilkomplex der kontrastiven Phonetik beschäftigt sich mit der Beschreibung und Bewertung sowie dem Vergleich von Merkmalen unterschiedlicher Sprachen zueinander u. a. im Hinblick auf das Unterrichtsfach Deutsch als Fremd- oder Zweitsprache.

### Rhetorische Kommunikation
Rhetorische Kommunikation betont als Weiterentwicklung des klassischen Rhetorik-Begriffs das gemeinsame Sprechen. Gespräche und Reden werden als echte bzw. latente Dialoge angesehen, in denen im Idealfall kooperativ über etwas gemeinsam geredet wird, das von allen Partnern gleichermaßen verantwortet wird. Einzelziele im Rahmen der Rhetorischen Kommunikation sind verständliches und anschauliches Formulieren, wirksames Präsentieren, faires Argumentieren sowie diverse Kompetenzen im Bereich der Gesprächsführung. Der Gegenstand der Rhetorischen Kommunikation wird somit durch die Analyse und Optimierung der interpersonellen Sprechkommunikation definiert.
Die Prozesse der Rhetorischen Kommunikation stützen sich auf sprecherzieherisch relevante Kommunikationsmodelle u. a. das Situationsmodell (nach Hellmut Geißner), das Johari-Fenster (nach Joseph Luft und Harry Ingham) sowie das Vier-Seiten-Modell (nach Friedemann Schulz von Thun).
Das Arbeitsfeld der Rhetorischen Kommunikation bezieht sich auf die Planung, Durchführung und Analyse von Gesprächen, Reden und Argumentationen. Hierbei erfolgt eine Klassifikation rhetorischer Gesprächskategorien sowie eine Vorstellung mehrerer Methoden der Beschreibung und Optimierung von Gesprächsvorgängen. Des Weiteren werden verschiedene Arten von Reden in Bezug zu der jeweiligen Zielsetzung eingeordnet sowie Formen des Redeaufbaus, der Redestilistik und der Redevorbereitung thematisiert. Im Bereich der Argumentationen und Strittigkeiten werden klassische Argumentationstheorien, Wege der Konfliktvermeidung sowie explorative Vorgehensweisen vermittelt.
Für die Strukturierung von Rückmeldungen im Kontext rhetorischer Ereignisse dienen die Kategorien des individuellen Wirkungsstils (Denkstil, Sprachstil, Sprechstil, Schauform). Bestimmte Feedback-"Regeln" helfen bei der Formulierung des eigenen, individuellen Standpunktes und der Entgegennahme der Wirkungsbeschreibungen von Kommunikationspartnern.

### Sprechkunst (Ästhetische Kommunikation)
Die Ästhetische Kommunikation bzw. Sprechkunst beschäftigt sich mit der Theorie und praktischen Umsetzung des Sprechens von künstlerischen Texten. Ziel ist es, eine angemessene Interpretation und Vortragsform des jeweiligen Textes zu finden.
Die Sprechkunst findet sich in verschiedenen Anwendungsformen des künstlerischen Ausdrucks wieder. Sie kann als eigenständige, unabhängige Kunstform existieren (Dramenlesen, Rezitation, Poetry-Slam, Hörbuch), einen wesentlichen Bestandteil anderer Künste annehmen (Schauspiel, Klassische Gesangskunst) oder in einem fließenden Übergang als künstlerische Mischform vertreten sein (Szenische Lesung, Szenische Collage).
Textgrundlagen der Ästhetischen Kommunikation stellen größtenteils literarische Texte der verschiedenen Gattungsspezifika Lyrik, Epik und Dramatik dar. Nichtliterarische Texte können genauso als Gegenstand der Sprechkunst dienen, wenn diese eine über dem Alltag stehende Kunstform aufweisen und in einer Aufführungssituation dargeboten werden.
Die größte deutschsprachige Ausbildungsstätte für ästhetische Kommunikation ist das Institut für Sprechkunst und Kommunikationspädagogik der Hochschule für Musik und Darstellende Kunst Stuttgart unter der Leitung von Michael Speer. Daneben wird Sprechkunst auch an der Martin-Luther-Universität Halle-Wittenberg im Studienfach Sprechwissenschaft als einer von fünf Teilbereichen neben Sprechbildung, Phonetik, Rhetorik sowie Sprach- und Sprechstörungen gelehrt. Der Teilbereich der Sprechkunst hat hier eine lange Tradition. Auf der universitätsinternen „Sprechbuehne“ können die Studenten das Erlernte praktisch umsetzen. Außerdem kann Sprechkunst als Wahlpflichtfach in der achtsemestrigen Ausbildung zum/zur Sprecherzieher/in (Univ.) der Universität Regensburg belegt werden.

### Klinische Sprechwissenschaft (Therapeutische Kommunikation)
Innerhalb dieses Bereiches werden verschiedene Sprach-, Sprech-, Stimm- und Schluckstörungen vorgestellt und mögliche Therapiemethoden aufgezeigt. Die Therapeutische Kommunikation steht in einem engen Zusammenhang mit der Fachdisziplin der Logopädie.
Die Lehre der Therapeutischen Kommunikation bezieht sich bei Störungen der Sprache bzw. des Sprechens auf die Förderung der verbalen Bereiche der phonetisch-phonologischen, semantisch-lexikalischen, morphologisch-syntaktischen sowie pragmatisch-kommunikativen Fähigkeiten. Es werden unterschiedliche Therapiekonzepte und Logopädie-Methoden angeführt, die dem Ziel einer Veränderung der diagnostizierten Defizite und beobachtbaren Störungen sowie einer Vermittlung von kompensatorischen Lösungsstrategien dienen.
Die Lehre über Fehlfunktionen der Stimme umfasst die Erläuterung verschiedener Ursachen und Ausprägungen dieses Störungsbildes u. a. Kinder- und Mutationsstimmstörungen sowie organische und psychogene Stimmstörungen. Für die Behandlung orientiert sich die logopädische Lehre an den Bereichen Persönlichkeit, Intention, Tonus, Atmung und Artikulation.
Probleme bei der Kau-, Trink- und Schluckmechanik können im Kindesalter in den Phasenabschnitten der orofazialen Einnehm-, Verarbeitungs- und Transportaktivität von Nahrung, der reflektorisch-pharyngealen Schluckmechanik oder des ösophagealen Transportabschnittes auftreten. Die Lehre der Therapie von Schluckstörungen konzentriert sich auf Methoden des Näherbringens einer aktiven Nackendehnung, die vom Kind selbst aufgebaut wird und als Grundfunktion für jegliche Bewegungseinleitung fungiert.

### Medienrhetorik und Mediensprechen
Die Medienrhetorik ist eine Teildisziplin der Rhetorik, die sich mit der Analyse der Prozesse moderner Massenmedien (v. a. Funk, Film und Fernsehen) auseinandersetzt. Dabei geht es um das Beschreiben, Didaktisieren und Kritisieren der Formen und Produkte der technisch vermittelten, mündlichen Medienkommunikation. Diese zeichnet sich durch eine Indirektheit, Asymmetrie und weitgehend nicht vorhandene Interaktivität zwischen professionellen Kommunikatoren und einer heterogenen Zuhörer- oder Zuschauerschaft aus. Die Medienrhetorik untersucht das verbale, paraverbale und nonverbale Verhältnis zwischen den Kommunikatoren (Moderatoren, Redakteuren), Kommunikationspartnern (Pressesprechern, Politikern) und Rezipienten im Publikum (Radiohörern, Fernsehzuschauern). Eine medienrhetorischen Ausbildung dient dem Ziel des Erwerbs von analytischen und didaktischen Fähigkeiten im Bereich der Massenmedien sowie des Entwickelns einer Eigenkompetenz im Erstellen und Präsentieren medienbezogener Darstellungsformen.
Mediensprechen stellt einen Unterbereich der Ästhetischen Kommunikation dar, welcher sich mit der Analyse und Produktion moderner Sprechkunstformen wie Hörbuch, Hörspiel oder Synchronisation beschäftigt. Über die Schulung sprechtechnischer und stimmbildnerischer Fähigkeiten wird ein sprecherisches und intonatorisches Ausdrucksvermögen gelehrt, welches eine eindrucksvolle Ansprechhaltung beim Zuhörer erzeugen kann. Als Ziele des Mediensprechens werden die sprecherisch kreative und künstlerisch anspruchsvolle Gestaltung verschiedener sprechkünstlerischer Produktionen sowie das Erlangen umfangreicher Kenntnisse im Analysieren und Beurteilen von Sprechleistungen am Mikrofon angesehen.

## Orthoepie
Im Gegensatz zur Disziplin der Orthographie, welche sich auf die Gesetzmäßigkeiten des richtigen Schreibens bezieht, beschreibt die Orthoepie die überregional geltenden Regeln und Normen der gesprochenen Form bzw. Aussprache einer Standard- oder Literatursprache. Sie wird auch als Standardaussprache, Orthophonie, Recht- oder Standardlautung betitelt und hat veraltete Betitelungen wie Aussprache des Schriftdeutschen, Bühnenaussprache, Hochlautung oder Allgemeine deutsche Hochlautung abgelöst. Die Vermittlung der deutschen Standardaussprache ist ein grundlegender Bestandteil stimmbildnerischer, normphonetischer, rhetorischer, sprechkünstlerischer sowie stimmhygienischer Bestrebungen innerhalb der sprecherzieherischen Ausbildung. Die Aussprachemerkmale physiologisch, klar, situativ angemessen, natürlich und ästhetisch gelten, unabhängig von der Sprechsituation, als förderlich bzw. gewinnbringend für die Kommunikation. Ausprägungen der Standardaussprache orientieren sich an diesen Kategorien und sind daher universal empfehlenswert.
Eine physiologische bzw. belastungsfreie Realisierung der Sprachlaute kann erreicht werden, indem die Aussprache bzw. Lautbildung an die Standardsprache und somit an die allgemeingültigen Artikulationsmerkmale des Deutschen angepasst wird. Die Standardaussprache wird durch eine überregionale Anwendbarkeit, eine Verständlichkeit innerhalb einer Sprachgemeinschaft sowie eine Verbindlichkeit für die öffentliche Kommunikation (bspw. in den Medien, auf der Bühne, in der Schule und Hochschule, aber auch in Bereichen der Politik und Wirtschaft) definiert. Zudem ist sie durch eine Kodifizierung der Richtlinien für eine normgerechte Realisierung der Laute und Wörter gekennzeichnet. Diese ist schriftlich in Nachschlagewerken, wie bspw. dem 1898 veröffentlichten ersten deutschlandweit anerkannten Aussprachewörterbuch „Deutsche Bühnenaussprache“ (von Theodor Siebs) oder dem aktuell meistverwendeten DUDEN-Aussprachewörterbuch (ursprünglich von Max Mangold), festgehalten. Heutzutage gibt es verschiedene Aussprachekodizes für das Deutsche, die mit dem System des Internationalen Phonetischen Alphabets aufgestellt wurden. Sie unterscheiden sich in der Ausgestaltung der Regeln, da sie aus verschiedenen, zum Teil regional bedingten Wissenschaftsstandpunkten und -untersuchungen hervorgegangen sind. Die Aussprachenormen sind keineswegs als unveränderbar anzusehen, vielmehr eröffnen sie durch eine Bandbreite stilistischer Formstufen die Möglichkeit zur Variation.

### Aussprachevarianten
Mithilfe stilistischer Anpassungen kann das Gesprochene so geformt werden, dass es eine situativ angemessene Ausprägung annimmt und eine ungekünstelte, natürliche Wirkung bei Zuhörern erzeugt. Diese stilistischen Varianten lassen sich grob in die Kategorien „gehoben“ (Formstufe 1) und „gemäßigt“ (Formstufe 2) einteilen. Die gehobene Formstufe wird größtenteils für die Realisierung von rednerisch oder künstlerisch zu reproduzierenden Texten auf einer hohen sprachstilistischen Ebene genutzt. Sie ist im rhetorischen Kontext bspw. bei Manuskriptreden und freien Reden mit höherem Spannungsgrad in Fest- oder Feiersituationen geeignet. Zudem ist sie für die Realisierung sprechkünstlerischer Literatur bei Rezitationen oder Prosalesungen empfehlenswert. Die Aussprache der ersten Formstufe dient der Optimierung der Verständlichkeit beim Sprechen vor einer großen Hörerschaft, in hohen Räumen oder unter Lärmeinfluss. Formstufe 2 ist durch eine Alltagsnähe gekennzeichnet und wird häufiger angewendet. Typischerweise ist sie in privaten und offiziellen Gesprächen sowie Reden mit geringem Spannungsgrad, wie bspw. Lehrer- oder Kurzvorträgen vor einer kleinen Hörerschaft, wiederzufinden. Je nach Intention des Sprechers oder Grundton der Literatur kann die gemäßigte Formstufe auch für Rezitationen oder Prosatexte verwendet werden, z. B. wenn Ironie oder Humor dargelegt werden soll. Zusätzlich kann ein Wechsel zwischen beiden Ebenen innerhalb einer Äußerung zur Hervorhebung bedeutsamer Fakten, Zitate und Wertungen dienen oder bei der sprecherischen Differenzierung von mehreren literarischen Personen helfen. Bei einem Übergang von der ersten zur zweiten Formstufe nimmt die Deutlichkeit des Gesprochenen ab, dies kann zu Reduktionen (Lautschwächungen bis zu der Elision bzw. dem Ausfall eines Lauts) und Assimilationen (Lautangleichungen) führen.
Außerhalb der Ausprägungen der stilistischen Varianten kann die Standardaussprache durch geografische Gegebenheiten (regionale Varianten) oder individuelle Besonderheiten (ideolektale Varianten) bedingt sein. Regionale Varianten stellen geografisch abgegrenzte Aussprachephänomene dar, z. B. die Verdumpfung und Entrundung der Vokale im mitteldeutschen Sprachraum. Mundarten und Dialekte sind seltener anzutreffen und komplex strukturiert. Die Abweichungen vom Standard sind nicht nur innerhalb der Lautrealisation und Intonation wiederzufinden, sie können auch Teil einer eigenen Lexik und Grammatik sein. Ideolektale Varianten sind nicht von der Angehörigkeit zu einem Sprachraum oder einer Region beeinflusst. Sie sind meist auf einen Einzelsprecher bezogen. Dabei können verschiedene Faktoren, bspw. sprachliche Vorbilder (Eltern, Lehrer, berühmte oder verehrte Personen), individuelle Befindlichkeiten und persönliche Haltungen die ideolektalen Ausspracheabweichungen verursachen. Häufig sind sie durch eine geringe sprechtechnische Formung und Öffnungsweise, verbunden mit einer nachlässigen, verwaschenen Aussprache, charakterisiert. Ideolektale Varianten können jedoch auch in Form einer bewussten Aussprache auftreten, bspw. als Folge einer klischeebedingten Eigenart oder Angewohnheit. Sprech-, Sprach- und Stimmstörungen werden nicht mit ideolektalen Abweichungen gleichgesetzt. Sie treten in Form von pathologischen, zum Teil schmerzhaften Sprechveränderungen auf, welche von einem Facharzt diagnostiziert und behandelt werden sollten.
Eine weitere Form der Aussprachevarianten stellen interferenzbedingte Sprechfehler dar. Diese treten bei Nichtmuttersprachlern auf, die eine von der Norm der deutschen Aussprache abweichende Sprechausdrucksweise anwenden. Man spricht von einer sprachlichen Interferenz, wenn die für die Muttersprache typischen Sprechmerkmale fälschlicherweise auf die deutsche Fremdsprache (das Deutsche) übertragen werden. Dies trifft genauso für die Artikulationsweise zu. Im Deutschen gibt es bspw. lange Vokale, die in anderen Sprachen nicht existent sind, daher liegt hierbei der Bestimmung der Vokalqualität und -quantität ein differierendes System zugrunde. Auch spezifischere Faktoren, wie das falsche Übertragen der muttersprachlichen Phonem-Graphem-Beziehungen (Zusammenhänge zwischen Aussprache und Buchstabe) auf die Zielsprache, können eine interferenzbedingte Aussprachevariante hervorrufen.

### Internationales Phonetisches Alphabet
Zur Klassifizierung der für die deutsche Standardaussprache wichtigen Unterscheidung der Sprachlaute ist das klassische, graphematische Buchstabensystem nicht geeignet, da ein Buchstabe durch mehrere Laute repräsentiert werden kann. Um die gesprochenen Feinheiten einer Sprache festhalten zu können, werden verschiedene phonetische Umschriftzeichen benötigt, welche man als Lautschrift oder Transkription betitelt. Die Transkription bezeichnet die exakte, schriftliche Darstellung von gesprochenen Sprachlauten. Jeder sprachliche Laut einer jeglichen Sprache der Welt wird von einem anderen phonetischen Umschriftzeichen repräsentiert. Um eine Einheitlichkeit in der Kodifizierung der Lautschrift zu gewährleisten, wird in den meisten sprecherzieherischen Publikationen das Internationale Phonetische Alphabet (IPA) zur Darstellung der Laute genutzt. Die „International Phonetic Association“, welche das IPA entwickelte, stellt den ältesten Lautschriftverein der Welt dar. Sie wurde 1886 u. a. von den Fremdsprachenlehrern Paul Passy und Daniel Jones gegründet. Von 1888 bis 1917 war der Neuphilologe und Phonetiker Wilhelm Viëtor Präsident der Vereinigung. Ziel der Sprachwissenschaftler war es, die Standardisierung der Transkription zu fördern und dafür ein allgemeingültiges System zu schaffen. Um ein solches System aufzustellen, sind zwei sprachstrukturalistische Grundoperationen vonnöten. Der Prozess der Segmentierung stellt die erste Grundoperation dar. Das Segmentieren bezeichnet den Vorgang, alle menschlichen Sprachlaute, unabhängig von ihrer Schreibweise, zu erfassen und sie in Einzelelemente aufzuteilen. Durch den Prozess der Klassifizierung kann die zweite Grundoperation gewährleistet werden. Hierbei werden die segmentierten Einzelelemente durch gemeinsame Merkmalszuweisungen in bestimmte Gruppen eingeteilt und können somit von anderen Klassen unterschieden werden. Mithilfe der Erfüllung dieser beiden Grundoperationen wurde im Jahre 1888 die erste Version des IPA veröffentlicht. Seitdem wird es durch ständige Aktualisierungsbeschlüsse, die in regelmäßigen Konferenzen von der International Phonetic Association getroffen werden, verbessert und neu herausgegeben. Die letzte, öffentlich geteilte Fassung stammt aus dem Jahre 2020 (Stand: 2024).
Eine Eigenschaft des IPA ist die Universalsprachlichkeit. Sie beschreibt, dass innerhalb des Alphabets durch möglichst wenige Zeichen möglichst viele menschliche Laute erfasst werden. Das IPA ist für alle Sprachen der Welt nutzbar und kann auch auf neue oder kaum erforschte Sprachen angewendet werden. Die Version des IPA von 2020 verzeichnet 107 verschiedene Lautschriftsymbole. Für die einzelnen Weltsprachen werden sowohl bedeutungsunterscheidende (Phoneme) als auch nicht bedeutungsunterscheidende Laute (Phone) verzeichnet. Phoneme lassen sich in sogenannten Minimalpaarwörtern wiederfinden, die bei dem Austausch eines einzigen Lautes eine andere Bedeutung annehmen, bspw. in „Ball“ [bal] und „Fall“ [fal]. Phonetische Symbole werden zur besseren Unterscheidung stets in eckigen Klammern angegeben. Phone sind meist regional oder dialektal bedingte Varianten, die zwar den Laut, aber nicht die Bedeutung des Wortes ändern. Im Hallischen, einer Ausprägung des ostmitteldeutschen Dialekts, würde bspw. das Wort „Ball“ [bal] üblicherweise eher als „Pall“ [pal] ausgesprochen werden. Die deutsche Sprache besitzt 16 Vokal- und 20 Konsonantenphoneme, die bedeutungsunterscheidende Formen annehmen können. Die klassische Buchstabenschrift des Deutschen besteht jedoch nur aus 26 (mit den Umlauten 29) Buchstaben. Daher besteht eine bestimmte Phonem-Graphem-Beziehung, die bedingt, dass für die meisten Grapheme (Buchstaben) je nach Wortumfeld in der sprecherischen Realisierung verschiedene Phoneme (Laute) möglich sind.

### Deutsche Aussprachewörterbücher
(Quelle: )
- Wilhelm Viëtor: Die Aussprache des Schriftdeutschen. Verlag O.R. Reisland, Leipzig 1895, 13. Auflage 1941.
- Theodor Siebs: Deutsche Bühnenaussprache. Verlag von Albert Ahn, Berlin / Köln / Leipzig 1898.
  - Theodor Siebs: Deutsche Aussprache. 19. Auflage. De Gruyter Verlag, Leipzig 1969.
- Wilhelm Viëtor: Deutsches Aussprachewörterbuch. Verlag O.R. Reisland, Leipzig 1912, 5. Auflage 1931.
- Max Mangold: Der große Duden. Das Aussprachewörterbuch. Bibliographisches Institut, Leipzig 1962.
  - Stefan Kleiner, Ralf Knöbl: Duden. Das Aussprachewörterbuch. 8. Auflage. Dudenverlag, Berlin 2023.
- Hans Krech, Eva-Maria Krech, Eduard Kurka, Helmut Stelzig, Eberhard Stock, Ursula Stötzer, Rudi Teske (Hrsg.): Wörterbuch der deutschen Aussprache. Bibliographisches Institut, Leipzig 1964, 3. Auflage 1971.
- Eva-Maria Krech, Eduard Kurka, Helmut Stelzig, Eberhard Stock, Ursula Stötzer, Rudi Teske (Hrsg.): Großes Wörterbuch der deutschen Aussprache. Bibliographisches Institut, Leipzig 1982.
- Eva-Maria Krech, Eberhard Stock, Ursula Hirschfeld, Lutz Christian Anders: Deutsches Aussprachewörterbuch. De Gruyter Verlag, Berlin 2009, 2. Auflage 2010.

## Lehrfach an Schauspielschulen
An Schauspielschulen oder Musikhochschulen (z. B. in der Ausbildung im Fach Operngesang) ist Sprecherziehung ein wichtiges Lehrfach. Atemtechnik, Stimmbildung, Artikulationsübungen sowie der Vortrag von Texten (Sachtexte, Prosa, Lyrik usw.) und freies Sprechen sind Inhalte der Sprecherziehung.

## Studienfach
- An der Abteilung Sprechwissenschaft und Phonetik der Martin-Luther-Universität Halle-Wittenberg kann Sprechwissenschaft in den Studienformen Bachelor und Master studiert werden. Das sechssemestrige Bachelorstudium schließt mit dem Bachelor of Arts ab. Das Master of Arts-Studium umfasst vier Semester und kann in den Spezialisierungen "Phonetik, Rhetorik, Sprechkunst" und "Sprach-, Sprech- und Stimmstörungen (Klinische Sprechwissenschaft)" erfolgen.[27]
- An der Friedrich-Schiller-Universität Jena ist es möglich, ein sechs Semester andauerndes Bachelor of Arts-Studium im Ergänzungsfach Sprechwissenschaft und Phonetik abzulegen.[28]
- Im Studienangebot der Philipps-Universität Marburg ist ein Ein-Fach-Master of Arts im Bereich Sprechwissenschaft und Phonetik enthalten, welcher sich über die Dauer von vier Semestern erstreckt.[29]
- Die Universität Regensburg bietet ein sechssemestriges Zusatzstudium der Angewandten Sprechwissenschaft und einen Weiterbildungsmaster in Rhetorik und Sprechwissenschaft an. Außerdem kann hier eine universitäre, voll modularisierte achtsemestrige Ausbildung zur Sprecherzieherin (Univ.) bzw. zum Sprecherzieher (Univ.) (mit Diploma Supplement) absolviert werden.[30]
- An der Staatlichen Hochschule für Musik und Darstellende Kunst Stuttgart ist das Studium als grundständiger achtsemestriger Ein-Fach-Bachelor in Sprecherziehung und Sprechkunst und als zweisemestriger Ein-Fach-Master mit den Schwerpunkten "Sprechkunst", "Rhetorik" und "Mediensprechen" möglich.[31]

- Die Theater Akademie Stuttgart ist ein privates Ausbildungsinstitut, an welchem eine staatlich anerkannte Ausbildung in Vollzeit im Bereich Sprechkunst und Sprachpädagogik ermöglicht wird. Der Schwerpunkt der vierjährigen Ausbildung liegt in der Professionalisierung des künstlerischen Sprechens und der pädagogischen Anwendung von Sprache. Es besteht die Möglichkeit, die Sprechkunstausbildung im Doppelstudium mit Schauspiel oder Theaterpädagogik zu kombinieren.[32]
- Die Deutsche Gesellschaft für Sprechwissenschaft und Sprecherziehung (DGSS e. V.) bietet an verschiedenen Universitäten Deutschlands eine achtsemestrige Zusatzausbildung zur Sprecherzieherin (DGSS) bzw. zum Sprecherzieher (DGSS) an. Die Ausbildung wird nicht mit einem universitären Abschluss als Bachelor of Arts oder Master of Arts in Sprechwissenschaft beendet, wie er z. B. an der Universität Halle-Wittenberg zu erwerben ist, sondern mit einer Prüfung vor einem Ausschuss der DGSS.[33]

## Wegbereiter (vor 1945)
(Quelle: )
- Eduard Engel (1843–1926): Stimmbildner, Professor der Gesangskunst in Baden und Dresden
- Theodor Horstmann (1849–?): Lehrer für Vortragskunst an der Universität Leipzig
- Eduard Sievers (1850–1932): Dr. phil., Germanistischer Mediävist, Linguist (Junggrammatiker), ordentlicher Professor für Germanische Philologie an den Universitäten Jena, Tübingen und Halle, Dekan und Lehrstuhl für Deutsche Philologie an der Philosophischen Fakultät der Universität Leipzig, Mitherausgeber „Deutsche Bühnenaussprache“[35]
- Wilhelm Viëtor (1850–1918): Dr. phil., Neuphilologe (Romanist und Anglist), Phonetiker, neusprachlicher Fachdidaktiker, Hochschullehrer, Dekan, ordentlicher Professor für Englische Philologie an der Universität Marburg, Mitherausgeber „Deutsche Bühnenaussprache“[35]
- Joseph Seemüller (1855–1920): Dr. phil. habil., Sprachwissenschaftler, Germanist, Hochschullehrer, Professor für Altgermanistik an der Universität Innsbruck, ordentlicher Professor für Deutsche Sprache und Literatur an der Universität Wien, Mitherausgeber „Deutsche Bühnenaussprache“[35]
- Emil Milan (1859–1917): Honorarprofessor, Lektor für Vortragskunst, Theaterschauspieler, Rezitator, Regisseur in Berlin
- Theodor Siebs (1862–1941): Dr. phil., Germanist, ordentlicher Professor für Deutsche Sprache und Literatur, Leiter des Akademischen Instituts für Kirchenmusik und der Abteilung für Mundartforschung an der Universität Breslau, Begründer der modernen Frisistik, Herausgeber des ersten deutschlandweit anerkannten Aussprachewörterbuchs „Deutsche Bühnenaussprache“ (1898)[35]
- Karl Luick (1865–1935): Dr. phil. habil., Anglist, ordentlicher Professor an der Universität Graz, Rektor an der Universität Wien, 2. Lehrstuhl für Anglistik an der Universität Berlin, Mitherausgeber „Deutsche Bühnenaussprache“[35]
- Martin Seydel (1871–1934): Dr. phil., Lektor der Vortragskunst, Lehrer am Kirchenmusikalischen Institut, Gesanglehrer, Musikwissenschaftler, Stimmbildner, Philosoph, Professor an der Universität Leipzig
- Albert Fischer (1872–1960): Dr. phil., Honorarprofessor, Lektor für Stimmbildung und Redekunst, Theaterwissenschaftler, Schauspieler in Bonn, Intendant außer Dienst der Städtischen Bühnen Bonns
- Ewald Geißler (1880–1946): Dr. phil., außerordentlicher Professor für Deutsche Sprachkunst an der Universität Erlangen, Lektor für Vortragskunst, Rhetoriker, Germanist in Halle und Erlangen
- Hans Lebede (1883–1945): Dr. phil., Studienrat, Leiter des Seminars für Sprechkunde, der Unterabteilung Sprecherziehung sowie des Jugend- und Laienspiels der Kunstabteilung im Zentralinstitut für Erziehung und Unterricht in Berlin
- Friedrich Buch (1884–1946): Lektor für Vortragskunst und Englisch an der Universität Jena
- Fritz Budde (1884–1955): Dr. phil., Lektor für Sprechkunde, Vortragskunst und Theaterkunde, Lehrauftrag für praktische Theaterkunde an der Universität Marburg
- Erich Drach (1885–1935): Dr. phil., Lektor für Vortragskunst, Germanist an der Universität Berlin
- Wilhelm Leyhausen (1887–1953): Dr. phil., Professor mit vollem Lehrauftrag für Rhetorik, Lektor für Sprechkunde, außerordentlicher Professor für Sprecherziehung und Vortragskunst an der Universität Berlin
- Richard Wittsack (1887–1952): Dr. phil., Professor mit vollem Lehrauftrag für Sprechkunde, Leiter des Instituts für Sprechkunde an der Universität Halle
- Marie-Hed Kaulhausen (1890–1988): Dr. phil., Lektorin für Vortragskunst an der Universität Göttingen
- Vilma Mönckeberg-Kollmar (1892–1985): Professorin, Lektorin für Sprecherziehung und Vortragskunst, Literaturwissenschaftlerin, Sprachpädagogin, Rezitatorin an der Universität Hamburg
- Friedrichkarl Roedemeyer (1894–1947): Dr. rer. nat., ordentlicher Professor für Rundfunkwissenschaft, Direktor des Instituts für Rundfunkwissenschaft an der Universität Freiburg im Breisgau, Professor, Lektor für Sprechkunde, Leiter der Abteilung für Sprechkunde an der Universität Frankfurt am Main
- Alfred Simon (1895–1941): Dr. phil., außerordentlicher Professor der deutschen Sprechkunde und Sprachpflege an der Universität Leipzig, Lektor für Redekunst an der Technischen Hochschule Dresden
- Felix Trojan (1895–1968): Dr. phil., Titular ordentlicher Professor für Phonetik, Lektor für Sprecherziehung und Rede, Diplom-Sprecherzieher (Methode Engel) an der Universität Wien
- Maximilian Weller (1895–1976): Dr. iur. et phil., Honorarprofessor für Sprechkunde an der Universität Köln
- Fritz Gerathewohl (1896–1956): Dr. phil., Lektor für Sprechkunde, Vortragskunst und Sprechtechnik an der Universität München
- Fritz Schweinsberg (1896–1965): Sänger, Gesanglehrer, Stimmbildner, Professor für Sprecherziehung an der Albertus-Magnus-Akademie Walberberg, Begründer und Leiter vom „Institut für Sprechwirksamkeit und Versammlungswesen“ an der Bundesschule des Deutschen Gewerkschaftsbunds Hattingen
- Fritz Lockemann (1899–1967): Dr. phil. habil., Privatdozent für Deutsche Sprechkunde und Sprachkunst an der Universität Rostock, Lektor für Sprechkunde, Honorarprofessor für Neuere deutsche Literaturwissenschaft an der Universität Mainz
- Ignaz Gentges (1900–1957): Dr. phil., Professor für Deutsch (Gestaltkunde, Sprecherziehung, Spiel und Feiergestaltung) an der Pädagogischen Akademie Münster
- Walter Wittsack (1900–1991): Dr. phil., ehemaliger außerordentlicher Professor am Herder-Institut Riga, Lektor und Leiter des Instituts für Deutsche Sprechkunde an der Universität Frankfurt am Main
- Christian Winkler (1904–1988): Dr. phil., außerordentlicher Professor außer Dienst, Germanist, Lektor für Sprechkunde, Vortragskunst und Theaterkunde an der Universität Marburg, Sprecherzieher für DafSuS/DGSS
- Paul Tack (1905–1969): Dr. phil., Lektor für Sprechkunde und Sprecherziehung an der Universität Bonn
- Walter Kuhlmann (1906–1988): Dr. phil., Akademischer Oberrat, Leiter des Instituts für Sprechkunde an der Universität Freiburg
- Irmgard Weithase (1906–1982): Dr. phil., Professorin mit vollem Lehrauftrag in Jena, außerplanmäßige Professorin, Vorstand vom „Institut für Sprechkunde“ in München
- Hans Krech (1914–1961): Dr. phil. habil., Professor mit vollem Lehrauftrag für Sprechwissenschaft, Direktor vom „Institut für Sprechkunde und Phonetische Sammlung“, Phonetiker, Sprachheilpädagoge an der Universität Halle
- Wilhelm Luzian Höffe (1915–1991): Dr. phil., ordentlicher Professor für „Deutsche Sprache und Literatur und ihre Didaktik“, Sprechpädagoge, Didaktiker, Sachbuchautor an der Pädagogischen Hochschule Ruhr, Abteilung Dortmund

### Periodika
- Roland W. Wagner (Hrsg.): sprechen. Zeitschrift für Sprechwissenschaft – Sprechpädagogik – Sprechtherapie – Sprechkunst. BVS, Regensburg, ISSN 0724-1798.
- Ines Bose, Baldur Neuber et al. (Hrsg.): Schriften zur Sprechwissenschaft und Phonetik. Peter Lang Verlag, Frankfurt am Main, ISSN 2364-4494.
- Kerstin Kipp, Marita Pabst-Weinschenk, Augustin Ulrich Nebert, Susanne Voigt-Zimmermann (Hrsg.): Sprechen & Kommunikation – Zeitschrift für Sprechwissenschaft. Deutsche Gesellschaft für Sprechwissenschaft und Sprecherziehung (DGSS) e. V., Münster, ISSN 2751-1928.

### Studieneinrichtungen
- Abteilung Sprechwissenschaft und Phonetik an der Martin-Luther-Universität Halle-Wittenberg

- Studienangebot Sprechwissenschaft und Phonetik an der Uni Jena
- Arbeitsgruppe Sprechwissenschaft des Instituts für Germanistische Sprachwissenschaft an der Philipps-Universität Marburg
- Lehrgebiet Mündliche Kommunikation und Sprecherziehung (MKuSe) an der Universität Regensburg
- Institut für Sprechkunst und Kommunikationspädagogik an der Staatlichen Hochschule für Musik und Darstellende Kunst Stuttgart
- Sprechkunst / Sprachpädagogik-Ausbildung in Vollzeit an der Theater Akademie Stuttgart

### Berufsverbände
- Deutsche Gesellschaft für Sprechwissenschaft und Sprecherziehung e. V. (DGSS)
- Berufsvereinigung Mündliche Kommunikation Nordrhein-Westfalen e. V. (BMK NRW)
- Berufsvereinigung Sprechkompetenzen – Rhetorik, Sprechkunst, Sprechtherapie und Sprechwissenschaft in Bayern e. V. (BVS Bayern)
- Berufsverband Sprechen e. V. (BVS Baden-Württemberg, Rheinland-Pfalz, Saarland)
- Mitteldeutscher Verband für Sprechwissenschaft und Sprecherziehung e. V. (MDVS)
- Berufsverband Sprechen und Kommunikation in Niedersachsen, Hessen, Bremen und Hamburg e. V. (BKS)

## Belege
1. ↑  Ines Bose, Ursula Hirschfeld, Baldur Neuber, Eberhard Stock: Einführung in die Sprechwissenschaft. Phonetik, Rhetorik, Sprechkunst. 2. Auflage. Narr Francke Attempto Verlag, Tübingen 2016, ISBN 978-3-8233-6992-9, S. 1.
2. ↑  Marita Pabst-Weinschenk (Hrsg.): Grundlagen der Sprechwissenschaft und Sprecherziehung. 2., überarbeitete Auflage. Ernst Reinhardt Verlag, München / Basel 2011, ISBN 3-8252-8294-5, S. 254 f.
3. ↑  Marita Pabst-Weinschenk (Hrsg.): Grundlagen der Sprechwissenschaft und Sprecherziehung. 2., überarbeitete Auflage. Ernst Reinhardt Verlag, München / Basel 2011, ISBN 3-8252-8294-5, S. 257 f.
4. ↑  Helmut Glück (Hrsg.): Metzler-Lexikon Sprache. Verlag J.B. Metzler, Stuttgart / Weimar 1993, ISBN 3-476-00937-8, S. 598.
5. ↑  Marita Pabst-Weinschenk (Hrsg.): Grundlagen der Sprechwissenschaft und Sprecherziehung. 2., überarbeitete Auflage. Ernst Reinhardt Verlag, München / Basel 2011, ISBN 3-8252-8294-5, S. 259.
6. ↑  Helmut Stelzig, Heinz Fiukowski, Gerhart Lindner, Otto Preu, Eva Qualmann, Eberhard Stock: Einführung in die Sprechwissenschaft. VEB Bibliographisches Institut, Leipzig 1976, S. 13 f.
7. ↑  Hellmut Geißner: Sprechwissenschaft. Theorie der mündlichen Kommunikation. Scriptor Verlag, Königstein im Taunus 1981, ISBN 978-3-589-20771-8, S. 129.
8. ↑  Marita Pabst-Weinschenk (Hrsg.): Grundlagen der Sprechwissenschaft und Sprecherziehung. 2., überarbeitete Auflage. Ernst Reinhardt Verlag, München / Basel 2011, ISBN 3-8252-8294-5, S. 261 ff.
9. ↑  Rita Zellerhoff: Auf die Vielfalt kommt es an. Ausbildung des Variantenreichtums der Stimmen zukünftiger Lehrerinnen und Lehrer entsprechend der Vielfalt der Anforderungssituationen. In: Brigitte Teuchert (Hrsg.): Mündliche Kommunikation lehren und lernen. Facetten der Rhetorik in Schule und Beruf. Schneider Verlag, Hohengehren 2015, ISBN 978-3-8340-1468-9, S. 37–47.
10. ↑  Ines Bose, Ursula Hirschfeld, Baldur Neuber, Eberhard Stock: Einführung in die Sprechwissenschaft. Phonetik, Rhetorik, Sprechkunst. 2. Auflage. Narr Francke Attempto Verlag, Tübingen 2016, ISBN 978-3-8233-6992-9, S. 27–80.
11. ↑  Ines Bose, Ursula Hirschfeld, Baldur Neuber, Eberhard Stock: Einführung in die Sprechwissenschaft. Phonetik, Rhetorik, Sprechkunst. 2. Auflage. Narr Francke Attempto Verlag, Tübingen 2016, ISBN 978-3-8233-6992-9, S. 101–153.
12. ↑  Ines Bose, Ursula Hirschfeld, Baldur Neuber, Eberhard Stock: Einführung in die Sprechwissenschaft. Phonetik, Rhetorik, Sprechkunst. 2. Auflage. Narr Francke Attempto Verlag, Tübingen 2016, ISBN 978-3-8233-6992-9, S. 179–182.
13. ↑  Studienmöglichkeiten. In: Abteilung Sprechwissenschaft und Phonetik der Martin-Luther-Universität Halle-Wittenberg. Abgerufen am 20. August 2021.
14. ↑  Die Sprechbuehne. In: Sprechbuehne Uni Halle. Abgerufen am 20. August 2021.
15. ↑  Gerhard Böhme (Hrsg.): Sprach-, Sprech-, Stimm- und Schluckstörungen. Band 2. Therapie. 2. Auflage. Gustav Fischer Verlag, Stuttgart / Jena / Lübeck / Ulm 1998, ISBN 3-437-21186-2.
16. ↑  Ines Bose, Ursula Hirschfeld, Baldur Neuber, Eberhard Stock: Einführung in die Sprechwissenschaft. Phonetik, Rhetorik, Sprechkunst. 2. Auflage. Narr Francke Attempto Verlag, Tübingen 2016, ISBN 978-3-8233-6992-9, S. 155–157.
17. ↑  Zertifikat für Mediensprechen. In: DGSS e. V. Deutsche Gesellschaft für Sprechwissenschaft und Sprecherziehung. Abgerufen am 21. August 2021.
18. ↑  Über uns – der Studiengang Master Mediensprechen. In: Staatliche Hochschule für Musik und Darstellende Kunst Stuttgart. Abgerufen am 21. August 2021.
19. ↑  Christa M. Heilmann: Kompakt-Lexikon Sprechwissenschaft. Verlag J.B. Metzler, Heidelberg / Berlin 2022, ISBN 978-3-662-64733-2, S. 112.
20. ↑  Ines Bose, Ursula Hirschfeld, Baldur Neuber, Eberhard Stock: Einführung in die Sprechwissenschaft. Phonetik, Rhetorik, Sprechkunst. 2. Auflage. Narr Francke Attempto Verlag, Tübingen 2016, ISBN 978-3-8233-6992-9, S. 49.
21. 1 2  Siegrun Lemke: Sprechwissenschaft/Sprecherziehung. In: Irmhild Barz, Ulla Fix, Marianne Schröder (Hrsg.): Leipziger Skripten. Einführungs- und Übungsbücher. 2. Auflage. Band 4. Peter Lang Verlag, Frankfurt am Main 2006, ISBN 3-631-53009-9, S. 97 ff.
22. ↑  Kerstin Werner: Sprechbildung. Ein Übungsbuch. ÖBV Pädagogischer Verlag, Wien 1998, ISBN 3-215-12795-4, S. 90.
23. 1 2  Karoline Ehrlich: Stimmbildung und Sprecherziehung. Ein Lehr- und Übungsbuch. Böhlau Verlag, Wien / Köln / Weimar 2011, ISBN 978-3-8252-3488-1, S. 29 ff.
24. ↑  IPA charts and sub-charts in four fonts. In: International Phonetic Association. Abgerufen am 18. Januar 2024.
25. ↑  Ines Bose, Ursula Hirschfeld, Baldur Neuber, Eberhard Stock: Einführung in die Sprechwissenschaft. Phonetik, Rhetorik, Sprechkunst. 2. Auflage. Narr Francke Attempto Verlag, Tübingen 2016, ISBN 978-3-8233-6992-9, S. 29 ff.
26. ↑  Karoline Ehrlich: Stimmbildung und Sprecherziehung. Ein Lehr- und Übungsbuch. Böhlau Verlag, Wien / Köln / Weimar 2011, ISBN 978-3-8252-3488-1, S. 53–64.
27. ↑  Abteilung Sprechwissenschaft und Phonetik. In: Martin-Luther-Universität Halle-Wittenberg. Abgerufen am 22. August 2021.
28. ↑  Sprechwissenschaft und Phonetik. In: Friedrich-Schiller-Universität Jena. Abgerufen am 22. August 2021.
29. ↑  Willkommen beim M.A. Sprechwissenschaft und Phonetik! In: Philipps-Universität Marburg. Abgerufen am 22. August 2021.
30. ↑  Lehrgebiet Mündliche Kommunikation und Sprecherziehung (MKuSe). In: Universität Regensburg. Abgerufen am 22. August 2021.
31. ↑  Institut für Sprechkunst und Kommunikationspädagogik. In: Staatliche Hochschule für Musik und Darstellende Kunst Stuttgart. Abgerufen am 22. August 2021.
32. ↑  Sprechkunst / Sprachpädagogik-Ausbildung in Vollzeit. In: Theater Akademie Stuttgart. Abgerufen am 22. August 2021.
33. ↑  Prüfungsordnung und Studienordnung für Sprecherzieher (DGSS) Sprecherzieherinnen (DGSS). (PDF; 113 KB) In: DGSS e. V. Deutsche Gesellschaft für Sprechwissenschaft und Sprecherziehung. Abgerufen am 22. August 2021.
34. ↑  Hellmut Geißner: Wege und Irrwege der Sprecherziehung. Personen, die vor 1945 anfingen und was sie schrieben. Röhrig Universitätsverlag, St. Ingbert 1997, ISBN 3-86110-116-5.
35. 1 2 3 4 5  Karoline Ehrlich: Stimmbildung und Sprecherziehung. Ein Lehr- und Übungsbuch. Böhlau Verlag, Wien / Köln / Weimar 2011, ISBN 978-3-8252-3488-1, S. 54.